# Interruzione inter-processore
Una interruzione inter-processore (in acronimo IPI, dall'inglese inter-processor interrupt) è uno speciale tipo di interruzione con la quale un processore può interrompere un altro processore in un sistema multiprocessore. Le IPI sono di solito utilizzate per effettuare la sincronizzazione della cache, garantendone coerenza.
Nei sistemi x86, una interruzione inter-processor sincronizza la cache e l'unità di gestione della memoria (MMU-Memory Management Unit) tra processori.

## Ulteriori approfondimenti
- Intel 8259
- Controllore di interruzioni programmabile
- Controllore avanzato di interruzioni programmabile
- Architettura APIC della Intel
- Interruzioni
- Gestore di interrupt
- Interrupt request
- Latenza dell'interruzione
- Interruzioni non mascherabili
- PIC (microcontrollore)